# 1-amminociclopropano-1-carbossilato sintasi
La 1-amminociclopropano-1-carbossilato sintasi (ACC sintasi) è un enzima numero EC 4.4.1.14 appartenente alla classe delle liasi, che catalizza la seguente reazione:
S-adenosil-L-metionina {\displaystyle \rightleftharpoons } 1-amminociclopropano-1-carbossilato + metiltioadenosina
L'enzima necessita di piridossalfosfato come cofattore.